# Liste der Kulturdenkmale in Taarstedt
In der Liste der Kulturdenkmale in Taarstedt sind alle Kulturdenkmale der schleswig-holsteinischen Gemeinde Taarstedt (Kreis Schleswig-Flensburg) und ihrer Ortsteile aufgelistet (Stand: 14. April 2025).
Die Bodendenkmale sind in der Liste der Bodendenkmale in Taarstedt aufgeführt.

## Legende
In den Spalten befinden sich folgende Informationen:
- Objekt-ID: die Nummer des Kulturdenkmales
- Lage: die Adresse des Kulturdenkmales und die geographischen Koordinaten. Kartenansicht, um Koordinaten zu setzen. In der Kartenansicht sind Kulturdenkmale ohne Koordinaten mit einem roten Marker dargestellt und können in der Karte gesetzt werden. Kulturdenkmale ohne Bild sind mit einem blauen Marker gekennzeichnet, Kulturdenkmale mit Bild mit einem grünen Marker.
- Offizielle Bezeichnung: Bezeichnung des Kulturdenkmales
- Beschreibung: die Beschreibung des Kulturdenkmales
- Bild: ein Bild des Kulturdenkmales

## Sachgesamtheiten
| Objekt-ID      | Lage                                        | Offizielle Bezeichnung | Beschreibung | Bild                             |
| -------------- | ------------------------------------------- | ---------------------- | --- | -------------------------------- |
| 40991 Wikidata | Hauptstraße 1 (54° 34′ 31″ N, 9° 41′ 29″ O) | Kirche mit Ausstattung | Die St.-Annen-Kirche wurde um das Jahr 1200 errichtet. Aktualisierung vorgesehen - Begründung: geschichtlich, künstlerisch, städtebaulich, Kulturlandschaft prägend - Schutzumfang: Kirche mit Ausstattung, Kirchhof, Grabmale bis 1870, Feldsteinwall, Lindenkranz | weitere Fotos \| Fotos hochladen |

## Bauliche Anlagen
| Objekt-ID | Lage                                         | Offizielle Bezeichnung | Beschreibung | Bild                             |
| --------- | -------------------------------------------- | ---------------------- | --- | -------------------------------- |
| 7970      | Dörpstraat 13 (54° 34′ 7″ N, 9° 41′ 6″ O)    | Wohnhaus               | Wohnhaus; 1850; eingeschossiger, weiß geschlämmter, Backsteinbau mit Granitquadersockel, reetgedecktes Halbwalmdach, breites, flach überdecktes Zwerchhaus, darunter Mitteleingang mit zweiflügeliger Haustür; im Inneren Reste ornamentaler und illusionistischer Wandmalereien - Begründung: geschichtlich, wissenschaftlich, Kulturlandschaft prägend - Schutzumfang: Wohnhaus, - Denkmaltyp: Bauliche Anlage | BW                               |
| 45671     | Hauptstraße 15 (54° 34′ 28″ N, 9° 41′ 27″ O) | Wohnhaus               | Wohnhaus; 1886; eingeschossiger traufständiger Backsteinbau auf Putzsockel mit schiefergedecktem Halbwalmdach, straßenseitig firsthoher dreiachsiger Frontgiebel, darunter Mitteleingang mit Freitreppe und zweiflügeliger Oberlichttür, Putzgliederung - Begründung: geschichtlich, städtebaulich, Kulturlandschaft prägend - Schutzumfang: Wohnhaus, - Denkmaltyp: Bauliche Anlage                             | BW                               |
| 45675     | Hauptstraße 31 (54° 34′ 49″ N, 9° 41′ 18″ O) | Wohnhaus               | Wohnhaus; 1911; eingeschossiger traufständiger Massivbau über sechs Achsen mit schiefergedecktem Schopfwalmdach und Drempel, im Norden zweigeschossiger, firsthoher Querbau, umfangreiche Putzgliederung mit Edelrustika und Stuck im Giebelfeld - Begründung: geschichtlich, Kulturlandschaft prägend - Schutzumfang: Wohnhaus, - Denkmaltyp: Bauliche Anlage                                                   | BW                               |
| 6642      | Hauptstraße 41 (54° 35′ 1″ N, 9° 41′ 20″ O)  | Kate                   | Alteintragung (Aktualisierung vorgesehen) - Begründung: geschichtlich, städtebaulich - Schutzumfang: gesamtes Objekt - Denkmaltyp: Bauliche Anlage | weitere Fotos \| Fotos hochladen |
| 2658      | Hauptstraße (54° 34′ 31″ N, 9° 41′ 29″ O)    | Kirche mit Ausstattung | Alteintragung (Aktualisierung vorgesehen) - Begründung: geschichtlich, künstlerisch, städtebaulich - Schutzumfang: gesamtes Objekt - Denkmaltyp: Bauliche Anlage, Sachgesamtheit: Kirche Taarstedt | weitere Fotos \| Fotos hochladen |

## Gründenkmale
| Objekt-ID | Lage                                      | Offizielle Bezeichnung | Beschreibung | Bild            |
| --------- | ----------------------------------------- | ---------------------- | --- | --------------- |
| 26410     | Hauptstraße (54° 34′ 31″ N, 9° 41′ 27″ O) | Kirchhof               | Alteintragung (Aktualisierung vorgesehen) - Begründung: geschichtlich, Kulturlandschaft prägend - Schutzumfang: Kirchhof, Grabmale bis 1870, Feldsteinwall, Lindenkranz - Denkmaltyp: Gründenkmal, Sachgesamtheit: Kirche Taarstedt | Fotos hochladen |

## Quelle
- Liste der Kulturdenkmale in Schleswig-Holstein – Kreis Schleswig-Flensburg

- Karte mit allen Koordinaten:
- OSM |
- WikiMap